# Kayentavenator
Kayentavenator (лат.) — род тероподных динозавров из клады тетанур, живших в раннеюрскую эпоху на территории нынешней Северной Америки. Окаменелости теропода были найдены в штате Аризона, США. Впервые описан палеонтологом Robert Gay в 2010 году. Представлен одним видом — Kayentavenator elysiae.

## Открытие
Окаменелости Kayentavenator были раскопаны участниками из Палеонтологического музея Калифорнийского университета в резервации Навахо в Аризоне. Он был описан в 2010 году на основе частичного скелета ископаемого, состоящий из частей таза, частей задних конечностей и небольшого количества позвонков.